# Джей, Билл
Джей Билл (англ. Bill Jay; 12 августа 1940, Мейденхед — 10 мая 2009, Самара, провинция Гуанакасте, Коста-Рика) — британский и американский фотограф.
Два года отучился в Беркширском колледже искусств в Рединге. В 1968—1969 гг. был первым главным редактором посвящённого фотографии журнала Creative Camera, затем в 1970 г. основал журнал Album и редактировал его на протяжении всех вышедших 12 выпусков; некоторое время работал также редактором иллюстраций в The Daily Telegraph Magazine. Короткое время работал в Институте современного искусства в Лондоне, став первым в его истории директором отдела фотографии.
В 1972 г., решив завершить высшее образование, отправился в США, где учился в Университете Нью-Мексико у Бомонта Ньюхолла и Ван Дерена Коука, получив степень магистра искусств с диссертацией, посвящённой творчеству английского фотографа XIX века Фрэнсиса Бедфорда. В дальнейшем на протяжении более чем 25 лет руководил программой изучения фотографии в Университете штата Аризона. Последнее десятилетие жизни провёл на пенсии в Калифорнии, а затем в Коста-Рике.
Билл Джей опубликовал более четырёхсот статей и является автором более чем двадцати книг по истории и критике фотографии. Он вёл постоянную колонку в журнале LensWork. Его фотографии публиковались во многих изданиях и демонстрировались повсеместно, в том числе на персональной выставке в Музее современного искусства Сан-Франциско.